# Tephrina banian
Tephrina banian är en fjärilsart som beskrevs av Pierre E.L. Viette 1981. Tephrina banian ingår i släktet Tephrina och familjen mätare. Inga underarter finns listade i Catalogue of Life.